# Porost
Porost [ˈpɔrɔst] (Đức Porst) là một ngôi làng ở quận hành chính của Gmina Bobolice, trong Koszaliński, Zachodniopomorskie, ở tây bắc Ba Lan. Nó nằm khoảng 6 kilômét (4 mi) về phía đông nam của Bobolice, 42 km (26 mi) về phía đông nam Koszalin và 148 km (92 mi) về phía đông bắc của thủ đô khu vực Szczecin.
Trước năm 1945, khu vực này là một phần của Đức.
Ngôi làng có dân số 360 người.